# Reacción de eliminación E1cB
La reacción de eliminación E1cB es un tipo especial de reacción de eliminación en química orgánica. Este mecanismo de reacción explica la formación de alquenos a partir de (mayormente) halogenuros de alquilo a través de un intermediario carbaniónico, dadas condiciones de reacción específicas y sustratos específicos. La abreviatura significa Elimination conjugate Base (eliminación base conjugada). La reacción se da alrededor de un enlace covalente carbono-carbono sp3 - sp3 con un átomo de hidrógeno α acídico y un grupo saliente β. Este grupo saliente puede ser un halogenuro o un éster de ácido sulfónico tal como un grupo tosilo. Una base fuerte abstrae al protón α, generando un carbanión. El par electrónico luego expele al grupo saliente y se forma el enlace doble. Cuando el primer paso hacia la formación del carbanión es lento, y el segundo paso es rápido, la reacción es irreversible y se denomina (E1cB)i. Cuando el primer paso es rápido, y la deprotonación es reversible, entonces el mecanismo de reacción es (E1cB)r. En la variante (E1cB)anion, el carbanión es especialmente estable, con una primera etapa sumamente rápida, y una segunda etapa lenta.
Una reacción con nombre que muestra el mecanismo de eliminación E1cB es la síntesis de olefinas de Boord.
Frecuentemente es difícil distinguir entre diferentes mecanismos de eliminación (E2, E1, E1cB), y esto involucra el estudio de la cinética química, efectos isotópicos cinéticos, efectos de sustituyente y química computacional. La reacción de yoduro de 1-metil-2-(2-fluoroetil)piridinio con el anión hidróxido en agua es un ejemplo de una reacción E1cB en dos pasos, debido a que el carbanión es estabilizado por el efecto de resonancia con la enamina. La química computacional predice que el carbanión en este ejemplo está estabilizado por solo 2,8 kcal/mol (11.7 kJ/mol) y sólo cuando se toma en cuenta la solvatación de todas las especies químicas con agua. El mismo sustrato fluoruro, pero con piridina libre, no tiene esta estabilización, y la reacción procede mediante un mecanismo de reacción E2 concertado. Cuando el grupo saliente en el compuesto de piridina metilado es cloro en vez de flúor, el mecanismo de reacción también es E2, debido a que ahora el enlace del carbono al cloro es demasiado débil.
Ha sido reportada una versión fotoquímica de E1cB por Lukeman et al. En este reporte, una reacción de descarboxilación fotoquímicamente inducida genera un intermediario carbanión, que subsecuentemente elimina un grupo saliente beta. La reacción es única puesto que no requiere a una base que genere el carbanión. La etapa de formación de carbanión es irreversible, y debe ser clasificada entonces como E1cBI.